# Zmiany wsteczne
Zmiany wsteczne (łac. metamorphoses regressivae) – w patomorfologii jedna z głównych grup klasyfikacyjnych zmian patologicznych, obok wad rozwojowych, zmian postępowych, zaburzeń krążenia, zapaleń i nowotworów.
Wśród zmian wstecznych wyróżnia się:
- atrofię (zanik),
- zwyrodnienie,
- martwicę.